# Elisabeth Subrin
Elisabeth Subrin est une artiste visuelle et cinéaste américaine.

## Biographie
Elisabeth Subrin a entrepris une œuvre « au croisement du cinéma expérimental et de l'art vidéo ». 
Ses films et installations vidéo ont été présentés lors de festivals et expositions à l'échelle internationale.
Elle obtenu en 2023 le César du meilleur court métrage documentaire pour Maria Schneider, 1983,.

## Filmographie

### Courts métrages
- 1995 : Swallow
- 1997 : Shullie
- 2000 : The Fancy
- 2006 : The Caretakers
- 2008 : Sweet Ruin
- 2022 : Maria Schneider, 1983

### Long métrage
- 2017 : A Woman, A Part